# Wolflinus
Scholasticus de Lok Wolflinus (tudi Wolflin), slovenski učitelj in redovnik, * 2. četrtina 13. stoletja, ?, † 3. četrtina 13. stoletja, Škofja Loka (?).

## Življenjepis
O njegovem življenju ni podatkov, iz križevniške listine iz leta 1271 pa lahko razberemo, da je bil učitelj v Škofji Loki. V skladu s takratnim cerkvenim pravom je v vsaki župniji deloval klerik, ki je skrbel za petje in obenem vodil župnijsko šolo. Možno je, da je freisinški škof nastavil redovnika Wolflina v glavnem mestu freisinške posesti na Slovenskem, da pripravlja domači naraščaj za duhovnike.
Wolflinus je v škofjeloški šoli otroke učil temeljne nauke latinščine, ki je bila potrebna pri cerkvenem petju, in tudi nemščino. Vsekakor so si otroci pridobili tolikšno znanje, da so mogli prestopiti v višje šole.